# Bryan Bouffier
Bryan Bouffier (Dia, França; 1 de desembre de 1978) és un pilot de ral·li fancès que ha disputat el Campionat Mundial de Ral·lis, el Campionat d'Europa de Ral·lis o l'Intercontinental Rally Challenge, entre d'altres campionats. Guanyador del Campionat de Polònia de Ral·lis dels anys 2007, 2008 i 2009 i del Campionat de França de Ral·lis del 2010.

## Trajectòria
Bouffier comença a competir en ral·li l'any 2000 amb un Peugeot 106 dins del campionat d'iniciació Volant Peugeot, campionat que guanyaria l'any 2002 amb un Peugeot 206. L'any 2005 acaba tercer del Campionat de França de Ral·lis. En paral.lel, també disputa proves del Campionat d'Europa de Ral·lis.
La temporada 2007 guanya el Campionat de Pòlònia de Ral·lis amb un Peugeot 207, reeditant aquest títol a les temporades 2008 i 2009. Posteriorment, també guanyaria el Campionat de França de Ral·lis de la temporada 2010.
Entre els anys 2008 i 2012 també disputa habitualment proves del Intercontinental Rally Challenge, on aconsegueix guanyar el Ral·li de Monte-Carlo de 2011 com a millor resultat. La temporada 2013 acaba tercer del Campionat d'Europa de Ral·lis, un resultat que també aconseguiria la temporada 2017.
Caldria destacar també el Ral·li de Monte-Carlo de 2014, puntuable pel Campionat Mundial de Ral·lis, on Bouffier acaba en segona posició amb un Ford Fiesta del equip M-Sport, tan sols per darrere de Sébastien Ogier.